# Turnia Lechwora

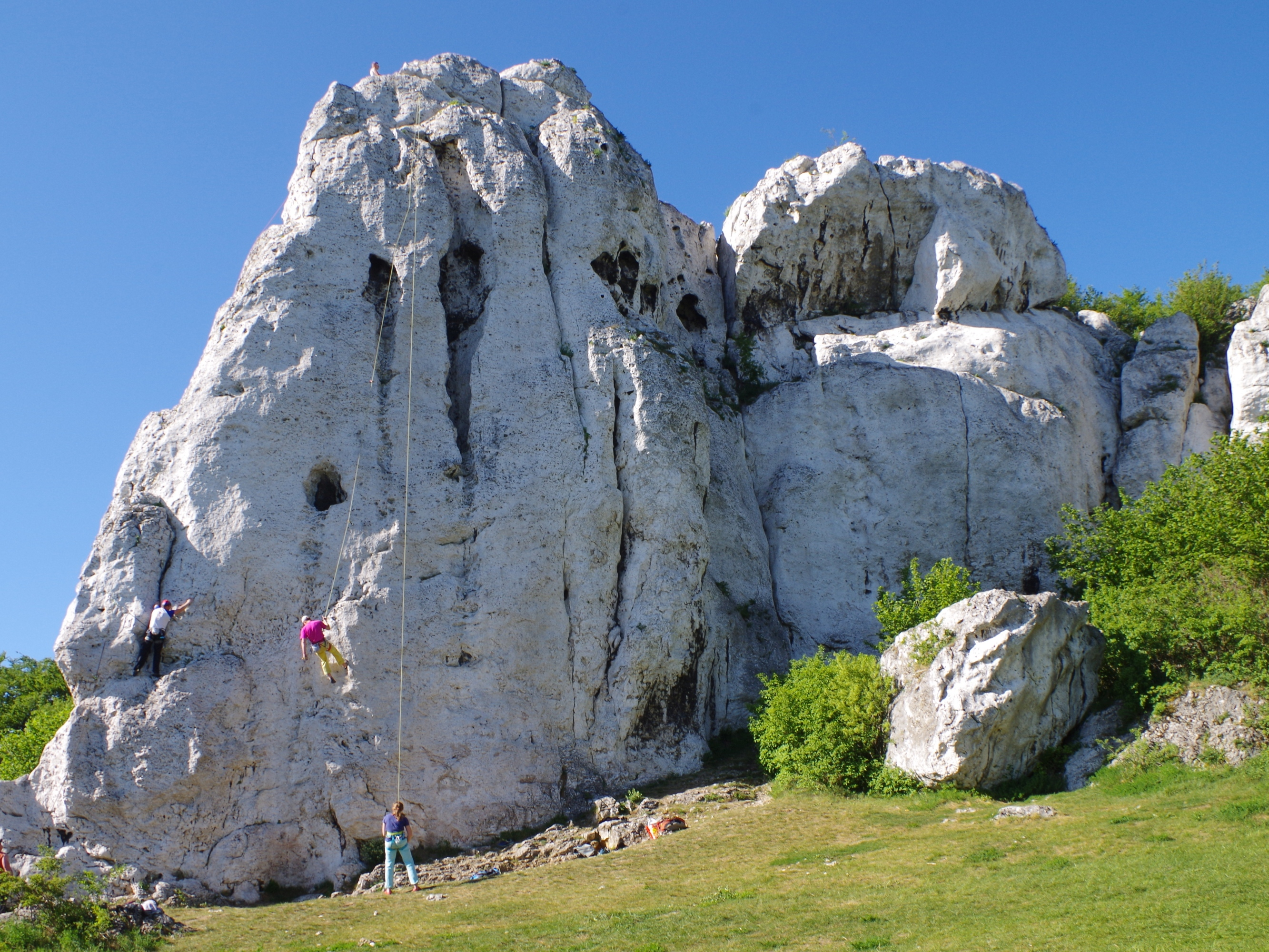
Turnia Lechwora i Brzuchata

Turnia Lechwora, Turnia Lechfora – skała na Wyżynie Częstochowskiej w miejscowości Rzędkowice w województwie śląskim, w powiecie zawierciańskim, w gminie Włodowice. Jest jedną ze Skał Rzędkowickich. Znajduje się na terenie otwartym, pomiędzy skałami Wielka Baszta i Brzuchata i jest z nimi złączona.
Zbudowana jest z wapieni i ma wysokość 12–27 m. Jest połoga, pionowa lub przewieszona i znajdują się w niej takie formacje skalne jak: rysy, filary, zacięcia, kominy oraz duże i małe nyże. Przez wspinaczy skalnych opisywana jest razem z Brzuchatą jako Turnia Lechwora, Brzuchata Turnia I, Brzuchata Turnia II, Brzuchata Turnia III. Ściany wspinaczkowe o wystawie północno-wschodniej, wschodniej, południowo-wschodniej i południowej. Na Turni Lechwora wraz z wariantami są 22 drogi wspinaczkowe o trudności od V do VI.5 w skali Kurtyki. Najdłuższa z tych dróg ma długość 27 m. 11 dróg ma stałe punkty asekuracyjne: ringi (r) i stanowiska asekuracyjne (st) lub dwa ringi zjazdowe (drz).
Wspinacze skalni tak piszą o Turni Lechwora: Jedna z ikon Jury Północnej, niemal 30 -metrowy mur skalny z pięknym kominem pośrodku, oferujący długie piękne drogi w płycie. Każda droga na Lechforze jest klasykiem.

1. Filar Lechfora; 3r + st, V, 24 m
2. Dorotko, wymyśl mi nazwę; 8r + st, VI.2+, 24 m
3. Opanowanie; 9r + st, VI.4, 24 m
4. Skorek Wach; 9r + st, VI+, 24 m
5. Horyzonty techniki; 7r + st, VI.1+ 22 m
6. Prostowanie horyzontów; 9r + st, VI.2+, 24 m
7. Magnezjówka; 10r + st, VI.2, 25 m
8. Komin Lechfora; 7r + st, VI, 27 m
9. Prostowanie wariantów; 11r + st, VI.3+/4, 25 m
10. Warianty klasyczne; 8r + st, VI.3, 25 m
11. Direttissima; 1r + st, VI.2, 25 m
12. Ostatki; 8r + st, VI.2+, 25 m
13. Pokrzywka; st, VI, 25 m
14. Thin Lizzy; 5r + drz, VI.3, 16 m
15. Piotruś Pan; 6r + st, VI.3+/4, 20 m
16. Bez nazwy; 8r + st, VI, 7 m
17. Przez rozetkę; 2r + st, VI, 7 m
18. Rysa Ślązaków; VI, 22 m
19. Płyta Kuchara 4r + st, VI.2+, 18 m
20. Gilbercik 6.9; 5r + st, VI.3, 18 m
21. Everdry; 3r + st, VI+, 7 m
22. Bez nazwy; VI, 7 m[3].

W Turni Lechwora znajduje się niewielka jaskinia zwana Małym Oknem Rzędkowickim.